# 2017-es cannes-i fesztivál
A 70. cannes-i fesztivál 2017. május 17. és május 28. között került megrendezésre a Cannes-i Kongresszusi és Fesztiválpalotában.
A rendezvény szervezői 2017. január 31-én jelentették be, hogy a jubileumi versenyprogram zsűrielnökének, egyben a fesztivál elnökének Pedro Almodóvart kérték fel, aki örömmel vállalta a feladatot. A spanyol filmrendező, forgatókönyvíró és producer eléggé ismert volt már a fesztiválközönség előtt: ez ideig öt filmjét hívták meg a versenyprogramba (Mindent anyámról, Volver, Megtört ölelések, A bőr, amelyben élek, Julieta), a 2004-es fesztivált a versenyen kívül vetített Rossz nevelés nyitotta meg, 1992-ben tagja volt a Gérard Depardieu vezette zsűrinek, és ő volt a plakátarca  a 60. fesztiválnak. A megnyitó és záróesemények ceremóniamesterének Monica Bellucci olasz színészt, modellt választották.
A versenyprogram előválogatására 2016. november 1-jétől lehetett jelölni alkotásokat; a végső határidő nagyjátékfilmek esetében 2017. március 10., rövidfilmeknél március 1., míg a Cinéfondation rövidfilmjeinél február 25. volt. A filmet tartalmazó fizikai hordozóeszközöknek legkésőbb 2017. március 14-ig kellett beérkezniük.
A versenyprogramba beválogatott kisfilmek listáját 2017. április 12-én, míg a nagyjátékfilmekét április 13-án hozták nyilvánosságra.

## A 2017-es fesztivál
A jubileumi filmes seregszemle hivatalos plakátja tűzpiros és csillogó arany színekben pompázott, rajta az 1959-ben egy római teraszon életvidáman és felszabadultan táncoló 21 éves Claudia Cardinaleval.
A hivatalos válogatás versenyprogramjába két olyan alkotást is meghívtak (a koreai Okdzsa (Okja), Tilda Swinton és Jake Gyllenhaal közreműködésével, valamint The Meyerowitz Stories, Dustin Hoffman főszereplésével), melynek fő finanszírozója az amerikai Netflix volt. Mivel a videómegosztó portál hosszas tárgyalások után sem volt hajlandó az Amerikai Egyesült Államokon és az Egyesült Királyságon kívül más országokban (történetesen Franciaországban) forgalmazási jogot biztosítani, az a hír kapott szárnyra, hogy a két alkotást kizárják a versenyből. A szervezők a megnyitó napján sajtóközleményben tudatták, hogy a filmek maradnak a versenyprogramban, azonban a hasonló esetek jövőbeni elkerülése végett 2018-tól csak azokat az alkotásokat válogatják be, amelyeknek forgalmazói előzetesen engedélyezik a francia mozikban történő vetítést is. A megnyitón maga a zsűrielnök, Pedro Almodóvar igyekezett nyomást gyakorolni a Netflixre, hogy ne csak előfizetői láthassák a filmeket; kijelentette: „Hatalmas ellentmondás lenne, ha az Arany Pálmát vagy más díjat nyert alkotást nem lehetne megnézni a mozikban.” Szerinte a kialakult helyzetben e filmek nem kaphatnak díjat.
Az Arany Pálmát a svéd Ruben Östlund A négyzet című, a kortárs művészet körüli képmutató világot kifigurázó keserédes abszurd szatírája nyerte el. A fesztivál nagydíját kapta a filmkritikusok által előzetesen fődíj-esélyesnek kikiáltott francia Robin Campillo 120 dobbanás percenként című alkotása, amely elnyerte a nemzetközi filmkritikusok FIPRESCI-díját is. A legjobb rendezés díját Sofia Coppola Csábítás című, az amerikai polgárháború idején játszódó filmdrámájának ítélte oda a zsűri. A film női főszereplője, Nicole Kidman kapta meg – életműve elismeréseként – a fesztivál 70. évfordulós díját. Ezzel az elismeréssel a zsűri szakított a korábbi évek gyakorlatával, amikor is az évfordulós díjakkal alkotásokat tüntettek ki. Diane Kruger kapta a legjobb női alakítás díját a török származású német rendező, Fatih Akın Sötétben című politikai krimijének főszerepéért. A legjobb színész az amerikai Joaquin Phoenix lett, aki egy bérgyilkossá vált amerikai háborús veteránt alakított Lynne Ramsay skót rendező Sosem voltál itt című thrillerében. A legjobb forgatókönyv díját megosztva kapta a görög Jórgosz Lánthimosz Egy szent szarvas meggyilkolása című alkotása, valamint a Sosem voltál itt. A zsűri díját Andrej Zvjagincev orosz rendező Szeretet nélkül című drámája vihette haza. A legjobb elsőfilmnek járó Arany Kamerát Léonor Serraille francia rendezőnő vehette át az Un certain regard szekcióban bemutatott Jeune femme című alkotásáért.
A 70. fesztivál alkalmából tizenöt, eredetileg Cannes-ban bemutatott, napjainkra a rendezvény ikonikus klasszikusaivá vált nagyjátékfilmet mutattak be, közöttük Fábri Zoltán Körhinta című alkotását, Törőcsik Marival és Soós Imrével a főszerepekben. A film sérült képeit és hangját az eredeti 35 mm-es kameranegatívról, az ugyancsak eredeti internegatív másolatról, valamint egy pozitív kópiájáról 4K sztenderddel szkennelték és digitalizálták, majd retusálták. A szekcióban ezeken felül bemutatnak egy hét kisfilmből álló válogatást.
Hogy méltó módon megünnepeljék – mint Isabelle Huppert az estély háziasszonya mondta – „Cannes és a filmművészet 70. házassági évfordulóját”, május 23-án „születésnapi estélyt” tartottak, amelyen számos, a fesztiválhoz kötődő személy vett részt, köztük tíz arany pálmás rendező, két tiszteletbeli pálmás alkotó, egykori elnökök és zsűritagok, színészi játékukért díjazottak, továbbá meghívott neves személyiségek. A rendezvényen az ünnepi beszédek és megemlékezések között több, a fesztivál történetével, szellemiségével és díjátadóival kapcsolatos filmösszeállítást mutattak be.
A fesztivál negyedik napján, Kenneth Turan amerikai filmkritikussal beszélgetve adott filmleckét Clint Eastwood, akinek 25 évvel korábban nagy sikert aratott, Oscar-díjas alkotásának, a Nincs bocsánat című westernjének restaurált kópiáját mutatták be Cannes-ban. Az amerikai színész-rendezőnek 1985 és 2008 között hat filmje szerepelt a fesztiválon: Fakó lovas, (1985), Bird – Charlie Parker élete (1988), Az elefántvadász (1990), Államérdek (1997), Titokzatos folyó (2003) és Elcserélt életek (2008). Ugyancsak filmleckét adott Alfonso Cuarón, a Gravitáció című filmdráma Oscar-díjas rendezője, forgatókönyvíró és producer, akit Guillermo del Toro és Alejandro González Iñárritu mellett a legérettebb mexikói filmesnek tartanak.
2017-ben is voltak magyar alkotások a hivatalos válogatás versenyfilmjei között. A nagyjátékfilmek versenyébe hívták meg Mundruczó Kornél Jupiter holdja  című filmdrámáját, Merab Ninidze, Cserhalmi György, Balsai Móni és Jéger Zsombor főszereplésével. Az Un certain regard szekcióban mutatták be a szlovákiai születésű Kristóf György szlovák-magyar koprodukcióban, cseh és francia partnerekkel készült Out című alkotását, amelynek tervét 2015-ben a cannes-i Cinéfondation Műhelyében fejlesztették. A Színház- és Filmművészeti Egyetem végzős hallgatójának, Szentpéteri Áronnak Láthatatlanul című vizsgafilmje bekerült a Cinéfondation válogatásába.
A fesztivál vezetősége „az animációs filmiparhoz, tágabb értelemben a világ filmtörténetéhez történt hozzájárulásáért” Tiszteletbeli Pálmát adományozott a DreamWorks SKG egyik alapító tagjának, Jeffrey Katzenberg főproducernek. A korábbi években cégének olyan alkotásai szerepeltek Cannes-ban, mint a Shrek (2001), a Shrek 2. (2003), a Túl a sövényen (2006), a Kung Fu Panda (2008), a Madagaszkár 3. (2012), vagy az Így neveld a sárkányodat 2. (2014).

## Zsűri

### Versenyprogram
- Pedro Almodóvar filmrendező –  Spanyolország – a zsűri elnöke
- Maren Ade filmrendező, forgatókönyvíró, filmproducer –  Németország
- Jessica Chastain színésznő, producer[15] –  Amerikai Egyesült Államok
- Fan Ping-ping (范冰冰, Fan Bing-bing) színésznő, producer –  Kína
- Agnès Jaoui színésznő, forgatókönyvíró, filmrendező, előadóművész –  Franciaország
- Pak Cshanuk (박찬욱, Park Chan-wook) filmrendező, forgatókönyvíró, filmproducer –  Dél-Korea
- Will Smith színész, producer, zenész –  Amerikai Egyesült Államok
- Paolo Sorrentino filmrendező, forgatókönyvíró –  Olaszország
- Gabriel Yared zeneszerző –  Franciaország

### Cinéfondation és rövidfilmek
- Cristian Mungiu filmrendező –  Románia – a zsűri elnöke
- Clotilde Hesme színésznő  Franciaország
- Barry Jenkins filmrendező, forgatókönyvíró  Amerikai Egyesült Államok
- Eric Khoo filmrendező, forgatókönyvíró, producer  Szingapúr
- Athina Rachel Tsangari filmrendező, forgatókönyvíró, producer  Görögország

### Un Certain Regard
- Uma Thurman színésznő –  Amerikai Egyesült Államok – a zsűri elnöke
- Mohamed Diab filmrendező  Egyiptom
- Reda Kateb színész  Franciaország
- Joachim Lafosse filmrendező  Belgium
- Karel Och, a Karlovy Vary Nemzetközi Filmfesztivál művészeti igazgatója  Csehország

### Arany Kamera
- Sandrine Kiberlain színésznő –  Franciaország – a zsűri elnöke
- Patrick Blossier operatőr (AFC)  Franciaország
- Élodie Bouchez színésznő  Franciaország
- Guillaume Brac filmrendező, producer  Franciaország
- Thibault Carterot, az M141 produkciós iroda elnöke, a francia Audiovizuális, Multimédiás és Filmipari Szövetség (FICAM) képviseletében
- Fabien Gaffez író, filmkritikus  Franciaország
- Michel Merkt filmproducer  Svájc

## Hivatalos válogatás

### Nagyjátékfilmek versenye
- 120 battements par minute (120 dobbanás percenként) – rendező: Robin Campillo
- Aus dem Nichts (Sötétben) – rendező: Fatih Akın
- Good Time (Jólét) – rendező: Benny Safdie és Josh Safdie
- Happy end – rendező: Michael Haneke
- Hikari (A naplemente ragyogása) – rendező: Kavasze Naomi
- Jupiter holdja [13] – rendező: Mundruczó Kornél
- Krotkaja (A szelíd teremtés) – rendező: Szergej Loznica
- Kuhu (그 후, Geu-hu) [16] – rendező: Hong Szangszu (홍상수, Hong Sang-soo)
- L'amant double (Dupla szerető) – rendező: François Ozon
- Le redoutable – rendező: Michel Hazanavicius
- Nyeljubov (Szeretet nélkül) – rendező: Andrej Zvjagincev
- Okdzsa (옥자, Okja) – rendező: Pong Dzsunho (봉준호, Bong Joon-ho)
- Rodin (Rodin – Az alkotó) – rendező: Jacques Doillon
- The Beguiled (Csábítás) – rendező: Sofia Coppola
- The Killing of a Sacred Deer (Egy szent szarvas meggyilkolása) – rendező: Jórgosz Lánthimosz
- The Meyerowitz Stories – rendező: Noah Baumbach
- The Square (A négyzet) – rendező: Ruben Östlund
- Wonderstruck – rendező: Todd Haynes
- You were never really here (Sosem voltál itt) – rendező: Lynne Ramsay

### Nagyjátékfilmek versenyen kívül
- D’après une histoire vraie (Igaz történet alapján) – rendező: Roman Polański
- How to talk to girls at parties (Így csajozz egy földönkívülivel) – rendező: John Cameron Mitchell
- Les fantômes d'Ismaël (Ismael szellemei) – rendező: Arnaud Desplechin
- Mugen non dzsunin – rendező: Miike Takasi
- Visages, villages (Arcélek, útszélek) – rendező: Agnès Varda és JR

#### Cannes-i klasszikusok

##### Restaurált kópiák
- La bataille du rail (Harc a sínekért) - rendező: René Clément
- Le salaire de la peur (A félelem bére) - rendező: Henri-Georges Clouzot
- Körhinta - rendező: Fábri Zoltán
- Ila Ayn? - rendező: Georges Nasser
- Skupljači perja (Találkoztam boldog cigányokkal is) - rendező: Aleksandar Petrović
- Blow-up (Nagyítás) - rendező: Michelangelo Antonioni
- Matzor - rendező: Gilberto Tofano
- Soleil O - rendező: Med Hondo
- Babatu, les trois conseils - rendező: Jean Rouch
- Ai no korida (Az érzékek birodalma) - rendező: Ósima Nagisza
- All That Jazz (Mindhalálig zene) - rendező: Bob Fosse
- Człowiek z żelaza (A vasember) - rendező: Andrzej Wajda
- Yol (Az út)[17] - rendező: Yilmaz Güney
- Narajama busiko (Narajama balladája) - rendező: Imamura Sóhei
- El sol del membrillo (A birsalmafa árnyéka) - rendező: Victor Erice

##### Klasszikus rövidfilmek
- Spiegel van Holland - rendező: Bert Haanstra
- La Seine a rencontré Paris (A Szajna találkozik Párizzsal) - rendező: Joris Ivens
- Pas de deux - rendező: Norman McLaren
- Harpya (Hárpia) - rendező: Raoul Servais
- An Exercise in Discipline: Peel (Lecke fegyelemből) - rendező: Jane Campion
- L’interview - rendező: Xavier Giannoli
- When the Day Breaks - rendező: Amanda Forbis és Wendy Tilby

##### Egyéb klasszikusok
- Madame de... - rendező: Max Ophüls
- L’Atalante (Atalante) - rendező: Jean Vigo
- Native Son - rendező: Pierre Chenal
- Paparazzi - rendező: Jacques Rozier
- Belle de jour (A nap szépe) - rendező: Luis Buñuel
- A River Runs Through It (Folyó szeli ketté) - rendező: Robert Redford
- Lucía - rendező: Humberto Solás

##### A filmművészettel kapcsolatos rövid- és dokumentumfilmek
- La belge histoire du festival de Cannes - rendező: Henri de Gerlache
- David Stratton: A Cinematic Life - rendező: Sally Aitken
- Filmworker - rendező: Tony Zierra
- Becoming Cary Grant - rendező: Mark Kidel
- Jean Douchet, l’enfant agité - rendező: Fabien Hagège, Guillaume Namur és Vincent Haasser

#### Különleges előadások
- 12 jours – rendező: Raymond Depardon
- Carré 35 – rendező: Eric Caravaca
- La caméra de Claire – rendező: Hong Szangszu (홍상수, Hong Sang-soo)
- Demons in Paradise – rendező: Jude Ratman
- Napalm – rendező: Claude Lanzmann
- Promised Land – rendező: Eugene Jarecki
- Sea Sorrow – rendező: Vanessa Redgrave
- They – rendező: Anahita Ghazvinizadeh
- Une suite qui dérange – rendező: Al Gore
- Le vénérable W. – rendező: Barbet Schroeder
- Zombillénium – rendező: Arthur de Pins és Alexis Ducord

##### 70. évfordulós események
- 24 Frames – rendező: Abbas Kiarostami
- Top of the Lake (A tó tükre) – rendező: Jane Campion és Ariel Kleiman
- Come Swim – rendező: Kristen Stewart
- Djam – rendező: Tony Gatlif
- Nos années folles – rendező: André Téchiné
- Twin Peaks – rendező: David Lynch

##### Éjféli előadások
- A kíméletlen (A prayer Before Dawn) – rendező: Jean-Stéphane Sauvaire
- The Merciless – rendező: Pjon Szongdzsun (변성현, Byun Sung-Hyun)
- The Villainess – rendező: Csong Bjonggil (정병길, Jung Byung-gil)

##### Virtuális valóság (filminstalláció)
- Carne y arena – rendező: Alejandro González Iñárritu

### Un Certain Regard
- Aala Kaf Ifrit (Éjszaka Tunéziában) – rendező: Kaouther Ben Hania
- Barbara – rendező: Mathieu Amalric
- Dopo la guerra – rendező: Annarita Zambrano
- En attendant les hirondelles – rendező: Karim Moussaoui
- Fortunata – rendező: Sergio Castellitto
- Jeune femme (Egy fiatal nö) – rendező: Léonor Serraille
- L'atelier (The Workshop) – rendező: Laurent Cantet
- La Cordillera – rendező: Santiago Mitre
- La Novia del Desierto – rendező: Cecilia Atán és Valeria Pivato
- Las hijas de Abril (April lánya) – rendező: Michel Franco
- Lerd – rendező: Mohammad Rasoulof
- Lu kuo vej laj (路过未来, Lu guo wei lai) [18] – rendező: Li Zsujcsün (李睿珺, Li Ruijun)
- Out – rendező: Kristóf György
- Posoki – rendező: Stephan Komandarev
- Szanpo szuru sinrjakusa [19] – rendező: Kuroszava Kijosi
- Теснота (Elzárva) – rendező: Kantyemir Balagov
- Western – rendező: Valeska Grisebach
- Wind River (Wind River – Gyilkos nyomon) – rendező: Taylor Sheridan

### Rövidfilmek versenye
- A Drowning Man – rendező: Mahdi Fleifel
- Across My Land – rendező: Fiona Godivier
- Damiana – rendező: Andrés Ramírez Pulido
- Hsziao Cseng Er Jüe (Xiao Cheng Er Yue) – rendező: Csiu Jang (Qiu Yang)
- Katto – rendező: Teppo Airaksinen
- Koniec widzenia – rendező: Grzegorz Mołda
- Lunch Time – rendező: Alireza Ghasemi
- Pépé le morse – rendező: Lucrèce Andreae
- Push It – rendező: Julia Thelin

### Cinéfondation
- À perdre haleine – rendező: Léa Krawczyk (La Poudrière,  Franciaország)
- Afternoon Clouds – rendező: Payal Kapadia (Film and Television Institute of India (FTII) ,  India)
- Atlantída – rendező: Michal Blaško (Filmová a televízna fakulta – Vysokej školy múzických umení v Bratislave,  Szlovákia)
- Ben Mamshich – rendező: Yuval Aharoni (Steve Tisch School of Film & Television, Tel Aviv University,  Izrael)
- Camouflage – rendező: Imge Özbilge (Koninklijke Academie voor Schone Kunsten (KASK),  Belgium)
- Deux égarés sont morts – rendező: Tommaso Usberti (La Fémis,  Franciaország)
- Give up the ghost – rendező: Marian Mathias (Tisch School of the Arts at New York University,  Amerikai Egyesült Államok)
- Heyvan – rendező: Bahman Ark (Iranian National School of Cinema,  Irán)
- Jin sian pien csien kun lu (Yin shian bien jian gon lu) – rendező:  (Wang Yi-Ling) (National Taiwan University of Arts,  Kínai Köztársaság)
- Láthatatlanul – rendező: Szentpéteri Áron (Színház- és Filmművészeti Egyetem,  Magyarország)
- Lejla – rendező: Stijn Bouma (Sarajevo Film Academy,  Bosznia-Hercegovina)
- Paul est là – rendező: Valentina Maurel (Institut national supérieur des arts du spectacle (INSAS,  Belgium)
- Pequeño manifiesto en contra del cine solemne – rendező: Roberto Porta (Universidad de los Andes,  Venezuela)
- Tokeru – rendező: Igasi Aja (Toho Gakuen Film Techniques Training College,  Japán)
- Vazio do Lado de Fora – rendező: Eduardo Brandão Pinto (Universidade Federal Fluminense,  Brazília)
- Wild Horses – rendező: Rory Stewart (National Film and Television School,  Egyesült Királyság)

## Párhuzamos rendezvények

### Kritikusok Hete

#### Nagyjátékfilmek
- Ava – rendező: Léa Mysius
- Gabriel e a montanha – rendező: Fellipe Gamarano Barbosa
- La familia – rendező: Gustavo Rondón Córdova
- Los Perros (Kutyák és titkok) – rendező: Marcela Said
- Makala – rendező: Emmanuel Gras
- Oh Lucy! – rendező: Hirajanagi Acuko
- Tehran Taboo (Teheráni tabuk) – rendező: Ali Soozandeh

#### Rövidfilmek
- Ela – Szkice na Pozegnanie – rendező: Oliver Adam Kusio
- Jodilerks Dela Cruz, Employee of the Month – rendező: Carlo Francisco Manatad
- Le visage – rendező: Salvatore Lista
- Les enfants partent a l’aube – rendező: Manon Coubia
- Los Desheredados – rendező: Laura Ferrés
- Mäbius – rendező: Sam Kuhn
- Najpikniejsze fajerwerki ever – rendező: Aleksandra Terpinska
- Real Gods Require Blood – rendező: Mom Hussain
- Selva – rendező: Sofia Quiros Ubeda
- Tesla : lumière mondiale – rendező: Matthew Ran kin

#### Külön előadások

##### Nagyjátékfilmek
- Brigsby Bear (Brigsby Mackó) [20] – rendező: Dave McCary
- Petit paysan – rendező: Hubert Charuel
- Sicilian Ghost Story (Szicíliai kísértettörténet) [21] – rendező: Fabio Grassadonia és Antonio Piazza
- Une vie violente – rendező: Thierry de Peretti

##### Kisfilmek
- After School Knife Fight – rendező: Caroline Poggi és Jonathan Vinel
- Coelho Mau – rendező: Carlos Conceico
- Les lies – rendező: Yann Gonzalez

### Rendezők Kéthete

#### Nagyjátékfilmek
- A Ciambra – rendező: Jonas Carpignano
- A fábrica de nada (A zérus gyár) – rendező: Pedro Pinho
- Alive in France – rendező: Abel Ferrara
- L’amant d’un jour – rendező: Philippe Garrel
- Bushwick – rendező: Cary Murnion és Jonathan Milott
- Cuori Puri – rendező: Roberto De Paolis
- The Florida Project (Floridai álom) – rendező: Sean Baker
- Frost – rendező: Sharunas Bartas
- I am not a witch (Nem vagyok boszorkány) – rendező: Rungano Nyoni
- Jeannette, l'enfance de Jeanne d'Arc – rendező: Bruno Dumont
- L’intrusa – rendező: Leonardo Di Costanzo
- La defensa del dragón – rendező: Natalia Santa
- Marlina si Pembunuh Dalan Empat babak – rendező: Mouly Surya
- Mobile Homes – rendező: Vladimir de Fontenay
- Nothingwood – rendező: Sonia Kronlund
- Ôtez-moi d’un doute (Szerelem tesztelve) – rendező: Carine Tardiez
- Patti Cake$ – rendező: Geremy Jasper
- The Rider (A rodeós) – rendező: Chloé Zhao
- Un beau soleil intérieur (Jöjj el napfény!) – rendező: Claire Denis
- West of the Jordan River – rendező: Amos Gitai

#### Rövidfilmek
- Água Mole – rendező: Laura Goncalves és Alexandra Ramires
- La bouche – rendező: Camilo Restrepo
- Copa-Loca – rendező: Christos Massalas
- Crème de menthe – rendező: David Philippe Gagné és Jean-Marc E. Roy
- Farpöes, Baldios – rendező: Marta Mateus
- Min Börda – rendező: Niki Lindroth von Bahr
- Nada – rendező: Gabriel Martins
- Retour à Genoa City – rendező: Benoit Grimalt
- Tijuana Tales – rendező: Jean-Charles Hue
- Trešnje – rendező: Dubravka Turić

## Díjak

### Nagyjátékfilmek
- Arany Pálma: The Square (A négyzet) – rendező: Ruben Östlund
- A fesztivál 70. évfordulós díja: Nicole Kidman (életművéért)
- Nagydíj: 120 battements par minute (120 dobbanás percenként) – rendező: Robin Campillo
- A zsűri díja: Nyeljubov (Szeretet nélkül) – rendező: Andrej Zvjagincev
- Legjobb rendezés díja: Sofia Coppola – The Beguiled (Csábítás)
- Legjobb női alakítás díja: Diane Kruger – Aus dem Nichts (Sötétben)
- Legjobb férfi alakítás díja: Joaquin Phoenix – You were never really here (Sosem voltál itt)
- Legjobb forgatókönyv díja (megosztva):
  - Jórgosz Lánthimosz, Efthimis Filippou – The Killing of a Sacred Deer (Egy szent szarvas meggyilkolása)
  - Lynne Ramsay – You were never really here (Sosem voltál itt)

### Un Certain Regard
- Un Certain Regard-díj: Lerd – rendező: Mohammad Rasoulof
- A női alakítás díja: Jasmine Trinca – Fortunata
- A film költészetének díja: Barbara – rendező: Mathieu Amalric
- A rendezés díja: Taylor Sheridan – Wind River (Wind River – Gyilkos nyomon)
- A zsűri díja: Las hijas de Abril – rendező: Michel Franco

### Rövidfilmek
- Arany Pálma (rövidfilm): Hsziao Cseng Er Jüe (Xiao Cheng Er Yue) – rendező: Csiu Jang (Qiu Yang)
- A zsűri külön dicsérete (rövidfilm): Katto – rendező: Teppo Airaksinen

### Cinéfondation
- A Cinéfondation első díja: Paul est là – rendező: Valentina Maurel
- A Cinéfondation második díja: Heyvan – rendező: Bahman Ark
- A Cinéfondation harmadik díja: Deux égarés sont morts – rendező: Tommaso Usberti

### Arany Kamera
- Arany Kamera: Jeune femme [22] – rendező: Léonor Serraille

### Egyéb díjak
- Tiszteletbeli Pálma: Jeffrey Katzenberg
- FIPRESCI-díj:
  - 120 battements par minute (120 dobbanás percenként) – rendező: Robin Campillo
  - Tesznota (Теснота) [22] – rendező: Kantemir Balagov
  - A fábrica de nada [23] – rendező: Pedro Pinho
- Technikai nagydíj: Josefin Åsberg díszlettervező – The Square (A négyzet)
- Cannes-i Filmzene díj: Oneohtrix Point Never zeneszerző – Good Time Jólét
- Ökumenikus zsűri díja: Hikari – rendező: Kavasze Naomi
- François Chalais-díj: 120 battements par minute (120 dobbanás percenként) – rendező: Robin Campillo
- Arany Szem: Visages, villages (Arcélek, útszélek) – rendező: Agnès Varda és JR
- Arany Szem külön dicséret: Makala[24] – rendező: Emmanuel Gras
- Queer Pálma: 120 battements par minute (120 dobbanás percenként) – rendező: Robin Campillo
- Queer Pálma (kisfilm): Les îles[24] – rendező: Yann Gonzalez
- Chopard Trófea: Anya Taylor-Joy, George MacKay

## Hírességek
Isabelle Adjani, Fatih Akın, Pedro Almodóvar, Pamela Anderson, Olivier Assayas, Jacques Audiard, Bille August, Antonio Banderas, Bandor Éva, Emmanuelle Béart, Bérénice Bejo, Monica Bellucci, Paul Belmondo, Iris Berben, Emmanuelle Bercot, Juliette Binoche, Jacqueline Bisset, Mary J. Blige, Thylane Blondeau, Sandrine Bonnaire, Élodie Bouchez, Carole Bouquet, Adrien Brody, Valeria Bruni Tedeschi, Naomi Campbell, Jane Campion, Laurent Cantet, Claudia Cardinale, Francesca Cardinale, Charlotte Casiraghi, Jessica Chastain, Matthieu Chedid, Lily Collins, Sofia Coppola, Marion Cotillard, Jamel Debbouze, Cara Delevingne, Julie Delpy, Catherine Deneuve, Leonardo DiCaprio, Pete Doherty, Jacques Doillon, Faye Dunaway, Kirsten Dunst, André Dussolier, Clint Eastwood, Bridget Everett, Adéle Exarchopoulos, Elle Fanning, Aszhar Farhadi, Colin Farrel, Abel Ferrara, Colin Firth, Cécile de France, Stephen Frears, Charlotte Gainsbourg, Nicole Garcia, Louis Garrel, Jean-Paul Gaultier, Costa-Gavras, Jake Gyllenhaal, Michael Haneke, Josh Hartnett, Salma Hayek, Todd Haynes, Michel Hazanavicius, Eva Herzigová, Werner Herzog, Dustin Hoffman, Isabelle Huppert, Alejandro González Iñárritu, Jeremy Irons, Jéger Zsombor, Kendall Jenner, Jean-Pierre Jeunet, Elton John, Lil Jon, Julia Jones, Bárdos Judit, Mathieu Kassovitz, Reda Kateb, Marthe Keller, Sandrine Kiberlain, Nicole Kidman, Nastassja Kinski, Cédric Klapisch, Kristóf György, Doutzen Kroes, Diane Kruger, Olha Kosztyantinyivna Kurilenko, Jean-Pierre Léaud, Virgnie Ledoyen, Spike Lee, Michel Legrand, Claude Lelouch, Adriana Lima, Vincent Lindon, Ken Loach, Eva Longoria, Diego Luna, David Lynch, Andie MacDowell, Sophie Marceau, Bruno Mars, Tonie Marshall, Brillante Mendoza, Mads Mikkelsen, Georges Miller, John Cameron Mitchell, Julianne Moore, Nanni Moretti, Mundruczó Kornél, Cristian Mungiu, Samy Naceri, Kavasze Naomi, Isabelle Orsini, François Ozon, Robert Pattinson, Vincent Pérez, Joaquin Phoenix, Roman Polański, Aisvarja Rai, Jean-Paul Rappeneau, Jeremy Renner, Rihanna, Ségolène Royal, Ludivine Sagnier, Adam Sandler, Susan Sarandon, Jerry Schatzberg, Volker Schlöndorff, Barbet Schroeder, Arnold Schwarzenegger, Kristin Scott Thomas, Seal, Irina Sejk, Shu-Qi, Jerzy Skolimowski, Will Smith, Paolo Sorrentino, Kristen Stewart, Ben Stiller, Oliver Stone, Elie Suleiman, Tilda Swinton, Terhes Sándor, Charlize Theron, Emma Thompson, Uma Thurman, Benicio del Toro, Guillermo del Toro, Jean-Louis Trintignant, Tyga, Liv Ullmann, Agnès Varda, Karin Viard, Christoph Waltz, Dominic West, Michelle Williams, Lambert Wilson